# Czech Open 2023 (Badminton)
Die Czech Open 2023 im Badminton fanden vom 19. bis zum 22. Oktober 2023 in Prag statt.

## Sieger und Platzierte
| Disziplin    | Gold                                 | Silber                               | Bronze                           |
| ------------ | ------------------------------------ | ------------------------------------ | -------------------------------- |
| Herreneinzel | Jan Louda                            | Andi Fadel Muhammad                  | Gustav Bjorkler                  |
| Herreneinzel | Jan Louda                            | Andi Fadel Muhammad                  | Enogat Roy                       |
| Dameneinzel  | Frederikke Østergaard                | Özge Bayrak                          | Yevheniia Kantemyr               |
| Dameneinzel  | Frederikke Østergaard                | Özge Bayrak                          | Simona Pilgaard                  |
| Herrendoppel | Chen Zhi-yi Presley Smith            | Ondřej Král Adam Mendrek             | Nicolas Hoareau Aymeric Tores    |
| Herrendoppel | Chen Zhi-yi Presley Smith            | Ondřej Král Adam Mendrek             | Maël Cattoen Lucas Renoir        |
| Damendoppel  | Téa Margueritte Flavie Vallet        | Maria Højlund Tommerup Kathrine Vang | Soňa Hořínková Kateřina Zuzáková |
| Damendoppel  | Téa Margueritte Flavie Vallet        | Maria Højlund Tommerup Kathrine Vang | Elsa Jacob Camille Pognante      |
| Mixed        | Ludwig Axelsson Jessica Silvennoinen | Lucas Renoir Téa Margueritte         | Maël Cattoen Emilie Vercelot     |
| Mixed        | Ludwig Axelsson Jessica Silvennoinen | Lucas Renoir Téa Margueritte         | Jakub Melaniuk Julia Pławecka    |